# فاز فولیکولی
فاز فولیکولر یا فاز فولیکولی نخستین بخش از چرخهٔ تخمدانی چرخهٔ قاعدگی است. طی این مرحله، فولیکول‌های تخمدان بالغ می‌شوند و آمادهٔ آزاد کردن یک تخمک می‌شوند. بخش دوم این مرحله با فرایند تکثیر چرخهٔ رحم همپوشانی دارد. با افزایش هورمون محرک فولیکولی (FSH) در اولین روزهای چرخهٔ قاعدگی، چند فولیکول تخمدان تحریک می‌شوند. این فولیکول‌ها که همگی در هنگام تولد در تخمدان حضور داشتند و به‌مدت یک سال در یک فرایند شناخته‌شده با عنوان فولیکولوژنز توسعه یافته‌اند، برای آزاد شدن و تولید تخمک با یکدیگر رقابت می‌کنند. این فولیکول‌ها تحت تأثیر هورمون‌های مختلف، رشد می‌کنند، در حالی‌که در نهایت، یک فولیکول غالب در تخمدان به بلوغ خود، ادامه می‌دهد. فولیکول‌هایی که به بلوغ می‌رسند، فولیکول سوم یا گراف‌ها هستند و شامل تخمک هستند.